# Suela Mëhilli
Suela Mëhilli (ur. 28 stycznia 1994 we Wlorze) – albańska narciarka alpejska, olimpijka z Soczi i Pjongczangu, pierwsza w historii kobieta reprezentująca Albanię na zimowych igrzyskach olimpijskich.
W wieku trzech lat wraz z rodziną wyjechała do Włoch.
W 2014 roku wzięła udział w igrzyskach olimpijskich w Soczi. Została tym samym pierwszą kobietą ze swojego kraju, która wystartowała w zimowych igrzyskach olimpijskich. Wcześniej w zimowych edycjach igrzysk udział brał tylko Erjon Tola. W rywalizacji olimpijskiej w Soczi Mëhilli zajęła 60. miejsce w slalomie gigancie w gronie 67 sklasyfikowanych zawodniczek, a w slalomie została zdyskwalifikowana.
W 2015 i 2017 roku uczestniczyła w mistrzostwach świata w narciarstwie alpejskim. W debiucie w tej imprezie zajęła 73. miejsce w slalomie gigancie i 63. w slalomie. W drugim starcie była 69. w slalomie gigancie, a w slalomie została zdyskwalifikowana.
W 2015 roku zajęła drugie miejsce w slalomie i trzecie w slalomie gigancie podczas mistrzostw Serbii w Kopaoniku oraz drugie miejsce w slalomie gigancie w mistrzostwach Czarnogóry w Kolašinie. W grudniu 2016 roku zwyciężyła w slalomie i slalomie gigancie podczas mistrzostw Turcji w Erzurum.
W 2018 roku po raz drugi w karierze wystąpiła na zimowych igrzyskach olimpijskich. Podczas ceremonii otwarcia igrzysk w Pjongczangu pełniła rolę chorążego dwuosobowej reprezentacji Albanii. W rywalizacji sportowej na igrzyskach w Pjongczangu Mëhilli zaprezentowała się w dwóch konkurencjach alpejskich – w slalomie gigancie była 53., a slalomu nie ukończyła.